# 牧広大
牧 広大（まき こうだい、1993年1月28日 - ）は、日本のフリーアナウンサー。ジョイスタッフ所属。

## 来歴
東京都出身。日本大学法学部経営法学科卒業。大学1年時に日大法学部の法桜祭で行われた『ミスターフェニックスコンテスト2011』に出場し、グランプリを獲得している。学外ではテレビ朝日アスクを受講していた。
大学を卒業後、2015年に仙台放送に入社。2023年9月30日付で退社するまで同局のアナウンサーを務めた。
その後は介護業界のマーケティング会社に入社し、広報業務を担当。老人ホームの検索サービスと介護関連の情報を提供するウェブサイト『みんなの介護』の運営に携わっている。それと並行して、2024年春にジョイスタッフ所属のフリーアナウンサーになる。

## 担当番組
- FNN仙台放送みんなのニュース[8]
- 仙臺いろは[8]
- スポーツ中継 - 実況[9]、リポーター[2]
- 仙台放送 Live News it! → 仙台放送 Live News イット! - 木曜・金曜キャスター
- スポルたん!NEO - MC[2][5]
- あらあらかしこ - MC[5]